# Nicholas Art
Nicholas Reese Art (Milford, Connecticut, 13 de janeiro de 1999) é um ator norte-americano. Ele fez um papel recorrente como "Zach Spaulding" no drama Guiding Light da CBS e tem aparecido em muitos programas de TV, anúncios comerciais e em filmes como Syriana - A Indústria do Petróleo de 2005 e O Diário de Uma Babá de 2007.
Nicholas é filho de Sharon e Richard Art.

## Filmografia
| Filmes      | Filmes            | Filmes                            | Filmes             |
| Ano         | Título Original   | Título (Brasil)                   | Papel              |
| ----------- | ----------------- | --------------------------------- | ------------------ |
| 2003        | Hench at Home     | Hench at Home                     | Ty Hench (para TV) |
| 2005        | Syriana           | Syriana - A Indústria do Petróleo | Riley Woodman      |
| 2007        | The Nanny Diaries | O Diário de Uma Babá              | Grayer             |
| 2009        | Taking Chance     | O Retorno de Um Herói             | Nate Strobl        |
| Televisão   |                   |                                   |                    |
| Ano         | Título            | Papel                             | Episódios          |
| 2002 / 2008 | The Guiding Light | Zach Spaulding                    | 36 episódios       |
| 2008        | Cashmere Mafia    | Luke Burden                       | 5 episódios        |

## Prêmios e Indicações
| Ano  | Resultado | Premiação           | Indicação          | Filme                |
| ---- | --------- | ------------------- | ------------------ | -------------------- |
| 2008 | Indicado  | Young Artist Awards | Melhor Performance | O Diário de Uma Babá |